# Großer Knollen
Der Große Knollen (auch Groß Knollen oder umgangssprachlich Knollen genannt, historischer Name auch Grosze Knolle) ist ein 687,4 m ü. NHN hoher Berg des Harzes nahe Sieber im gemeindefreien Gebiet Harz des Landkreises Göttingen, Niedersachsen (Deutschland).

## Geographische Lage
Der Große Knollen liegt im Oberharz im Naturpark Harz. Er erhebt sich 6,3 km ostnordöstlich von Herzberg am Harz, 5 km nordöstlich von Scharzfeld, 5 km nordwestlich von Bad Lauterberg im Harz und 3,5 km südlich des Herzberger Ortsteils Sieber. Er ist umgeben von mehreren Bergen, die Höhen von 550 bis 650 m erreichen. In südwestlicher Richtung liegt knapp 1 km entfernt der Kleine Knollen (631 m). Zwischen Großem und Kleinem Knollen entspringt der Oder-Zufluss Bremke.

## Geologie
Es handelt sich beim Großen Knollen um einen Porphyrvulkan. Bei der Besteigung des Berges kann man am Wegesrand teilweise die rötliche Färbung im Fels erkennen, die dem Vulkangestein Porphyr zu eigen ist. Etwa 800 m östlich des Großen Knollens befindet sich die Knollengrube, in der bis 1925 Eisenerz gefördert wurde.

## Bewaldung
Heute ist der Große Knollen in den tieferen Lagen vorwiegend mit Buchen, und in den höheren Lagen teilweise mit Fichten bewachsen. Im Jahre 1596 war er vollständig mit Buchen bewachsen, im Jahre 1630 teilweise auch mit Ahornen.

## Knollenturm

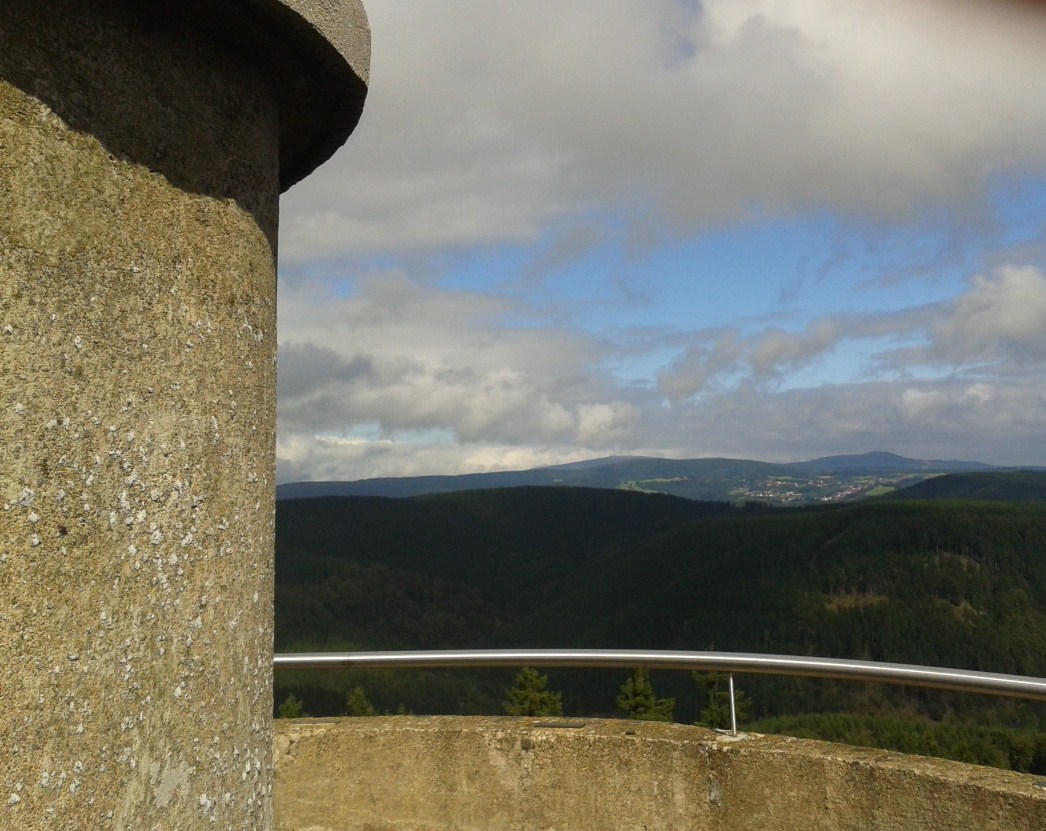
Blick vom Knollenturm zum Brocken

Vom 1904 errichteten 20 m hohen Aussichtsturm Knollenturm, der nebst Wirtshaus Knollenbaude auf dem Gipfel des Großen Knollen steht, blickt man nicht nur über die Bergwelt des Harzes, sondern nach Süden auch zum Rotenberg und Eichsfeld. In dieser Richtung kann man bei guter Fernsicht sogar den Großen Inselsberg im Thüringer Wald sehen.

## Wandern
Über den Großen Knollen verläuft der Europäische Fernwanderweg E6.
Von seinem Gipfel aus gibt es zahlreiche Wanderwege, unter anderem nach Bad Lauterberg, Herzberg, Scharzfeld, Sieber und Sankt Andreasberg. Der etwa 12 km lange Weg nach Sankt Andreasberg verläuft auf einem über 600 m hohen Berggrat mit vielen schönen Aussichten.
Der Große Knollen liegt am Harzer Baudensteig und ist als Nr. 150 in das System der Stempelstellen der Harzer Wandernadel einbezogen.